# 日本映画・テレビ編集協会
協同組合日本映画・テレビ編集協会（にほんえいがテレビへんしゅうきょうかい）は、日本の編集技師、エディターによる職能団体、協同組合である。

## 概要
1983年1月に約80名の東京、京都で活動しているフリーの編集者が集まり「日本映画編集協会」が構想10数年を経て設立、1995年（平成7年）に法人化し、現行のように名称変更する。
日本の映像業界における編集技師の一般的地位向上と発展を目的とし、日本映画の質的向上に寄与する。英語表記はJapan Society of Editors（J.S.E.）。94名（2017年７月現在）の会員を擁する。
地位的には、アメリカのAmerican Cinema Editors（ACE）と同様の業界人による協会であり、ギルドやユニオンではない。

## 沿革
- 1983年 日本映画編集協会設立
- 1988年 日本アカデミー賞に「編集賞」創設
- 1993年「日本映画編集協会10周年記念誌」として「編集者・自身を語る」を発行
- 1995年 協同組合日本映画・テレビ編集協会となる　　編集者が選ぶ編集賞「JSE賞」の設立　　図解「映像編集の秘訣」を発行

## 歴代理事長
| 代 | 理事長     | 就任時期        |
| -- | ---------- | --------------- |
| 1  | 浦岡敬一   | 1983年 - 1993年 |
| 2  | 諏訪三千男 | 1993年 - 2000年 |
| 3  | 井上治     | 2000年 - 2011年 |
| 4  | 鍋島惇     | 2011年 - 2014年 |
| 5  | 只野信也   | 2014年 -        |

## 協会員 (2017年10月現在)

### あ行
ア
- 秋廣 泰生
- 阿部 格
- 阿部 嘉之
- 荒井 真琴（副理事長）
- 阿部 亙英（理事）

イ
- 池田 美千子
- 石井 和男
- 石島 一秀（副理事長）
- 井上 秀明

ウ
- 鵜飼 邦彦（専務理事）
- 上野 聡一（理事）

エ
- 江島 美保

オ
- 太田 義則
- 大橋 富代（理事）
- 大庭 弘之
- 岡安 和子
- 奥原 好幸
- 小野寺 桂子
- 長田 直樹
- 長田 千鶴子

### か行
カ
- 川島 章正
- 川名 雅彦
- 河原 弘志
- 川本 雅美
- 甲斐 清香（理事）
- 金田 昌吉
- 川瀬 功
- 金子 尚樹

キ
- 菊地 史子
- 木田 伴子
- 菊池 智美

ク
ケ
コ
- 小島 俊彦
- 小林 由加子
- 小堀 由起子（理事）
- 近藤 宏信

### さ行
サ
- 酒井 孝洋
- 笹崎 寛幸
- 佐藤 尚明
- 佐藤 秀城（理事）
- 佐藤 正光
- 鯖田 明
- 澤村 宣人
- 斉藤 和彦
- 佐藤 連
- 澤井 祐美

シ
- 白江 隆夫
- 島本 和夫
- 城島 純一

ス
- 洲﨑 千恵子

セ
- 関 一彦
- 清野 英樹

ソ
- 園井 弘一

### た行
タ
- 髙橋 信之
- 髙室 麻子
- 髙室 晃三郎（副理事長）
- 田口 英男
- 只野 信也（理事長）
- 田中 愼二
- 瀧田 隆一

チ
ツ
- 坪田 早紀子
- 辻田 恵美

テ
ト

### な行
ナ
- 中葉 由美子
- 鍋島 惇（理事）

ニ
- 西潟 弘記

ヌ
ネ
ノ

### は行
ハ
- 張本 征治

ヒ
フ
- 藤ヶ崎 容子
- 藤田 和延

ヘ
ホ
- 穂垣 順之助

### ま行
マ
- 増田 嵩之
- 松尾 浩
- 松村 正宏（理事）
- 松本 肇
- 牧岡 栄吾

ミ
- 水島 清子
- 宮崎 清春
- 宮澤 誠一（副理事長）
- 宮島 竜治（理事）

ム
- 村井 秀明
- 村木 恵里（理事）
- 村本 勝（理事）
- 村上 雅樹

メ
- 目見田 健
- 目崎 和恵

モ
- 森下 博昭
- 森津 永

### や行
ヤ
- 山中 貴夫
- 矢船 陽介
- 山本 浩史（理事）
- 山田 佑介

ユ
ヨ
- 米田 武朗
- 横山 昌吾

### 法人会員
- ジェイ・フイルム(代表取締役 掛須 秀一)
- 株式会社オン・タイム (代表取締役 大畠 美穂)
- 株式会社ＭＩＴ＇ｓ (代表取締役 箕作 有俊)

### 物故者
- 岡安 肇
- 小川 信夫
- 鈴木 晄
- 武田 うめ
- 谷口 登司夫
- 西野 憲司

## 歴代 JSE賞 受賞者
| 年代             | 受賞者                 | 作品名                                                         |
| ---------------- | ---------------------- | -------------------------------------------------------------- |
| 第1回（1994年）  | 鍋島 惇                | 「全身小説家」                                                 |
| 第2回（1995年）  | 井上 治                | 「深い河」                                                     |
| 第3回（1996年）  | 菊池 純一              | 「Shall we ダンス？」                                          |
| 第4回（1997年）  | 阿部 浩英（阿部 亙英） | 「ラヂオの時間」                                               |
| 第5回（1998年）  | 該当者なし             |                                                                |
| 第6回（1999年）  | 髙室 晃三郎            | 「鯨を見た日」                                                 |
| 第7回（2000年）  | 渡辺 行夫              | 「三文役者」                                                   |
| 第8回（2001年）  | 井上 秀明 張 煥琦      | 『金曜エンタテイメント 特別企画 中国からの贈り物「私の太陽」』 |
| 第9回（2002年）  | 大畑 英亮              | 「陽はまた昇る」                                               |
| 第10回（2003年） | 奥原 好幸              | 「赤目四十八瀧心中未遂」                                       |
| 第11回（2004年） | 奥原 好幸              | 「父と暮らせば」                                               |
| 第12回（2005年） | 矢船 陽介              | 「いつか読書する日」                                           |
| 第13回（2006年） | 今井 剛                | 「フラガール」                                                 |
| 第14回（2007年） | 髙室 晃三郎            | 「まだそんなに老けてはいない」                                 |
| 第15回（2008年） | 川島 章正              | 「おくりびと」                                                 |
| 第16回（2009年） | 菊地 純一              | 「大阪ハムレット」                                             |
| 第17回（2010年） | 今井 剛                | 「悪人」                                                       |
| 第18回（2011年） | 只野 信也              | 「探偵はBARにいる」                                            |
| 第19回（2012年） | 山下 健治              | 「愛と誠」                                                     |
| 第20回（2013年） | 石島 一秀              | 「武士の献立」                                                 |
| 第21回（2014年） | 佐藤 崇                | 「紙の月」                                                     |
| 第22回（2015年） | 伊藤 伸行              | 「天空の蜂」                                                   |
| 第23回（2016年） | 穂垣 順之助            | 「ちはやふる 上の句」                                          |